# Bataille de Préveza
Ne doit pas être confondu avec Bataille d'Actium.
Guerre vénéto-ottomane (1537-1540)
La bataille de Préveza, livrée le 27 septembre 1538 au large de Préveza, dans le golfe Ambracique, oppose au cours de la guerre vénéto-ottomane (1537 – 1540), la flotte ottomane, commandée par Khayr ad-Din Barberousse, et la flotte de la Sainte Ligue réunie autour du pape, commandée par l'amiral génois Andrea Doria. La flotte chrétienne est vaincue par la flotte ottomane.

## Contexte

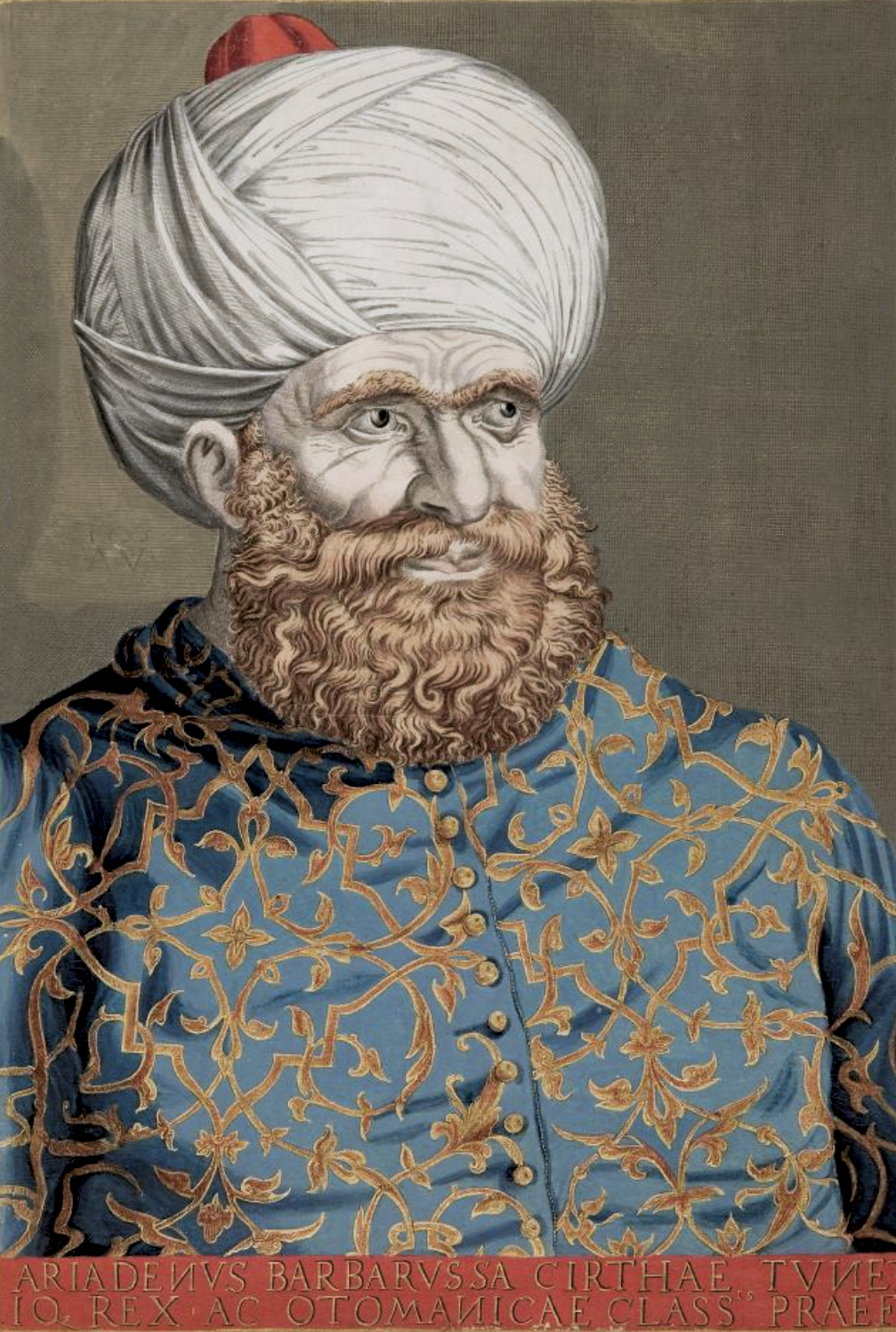
Khayr ad-Din Barberousse, pacha de la flotte ottomane.

La bataille navale eut lieu les 26 et 27 septembre 1538 entre les forces réunies dans la Sainte Ligue autour du pape Paul III. Cette force navale est composée de la Papauté, de l'Espagne de Charles Quint, de la république de Gênes, de la république de Venise et de l'ordre de Saint-Jean de Jérusalem, pour affronter une force légèrement inférieure de Khayr ad-Din Barberousse mais pas encombrée de petits barques.

## Forces
La taille de la flotte de la Sainte Ligue diffère selon les auteurs : 138 galères et 70 vaisseaux selon A. Galotta, 195 navires portant 59 000 soldats et 2 500 canons selon Claudia Merlo et Mario Brunetti ; 168 galères et 140 galions portant 55 000 soldats (80 galions espagnols et portugais, 10 galions et 70 galères vénitiennes, 36 galères papales, 10 galères maltaises, 1 galion et 52 galères génois, pour finir 49 galions venus d'autres Etats) selon I. Bostan. Le commandant en chef de la Ligue est Andrea Doria, l'amiral génois au service de l'empereur Charles Quint. La flotte papale est sous les ordres l'amiral Marco Grimani (it) (patriarche d'Aquilée), celle d'Espagne sous Alessandro Contarini et la flotte vénitienne sous celle de Francesco Pasqualigo qui est arrivée en premier sur les lieux.
La flotte de Barberousse compte 122 galères et galiotes[réf. nécessaire].

## La bataille navale

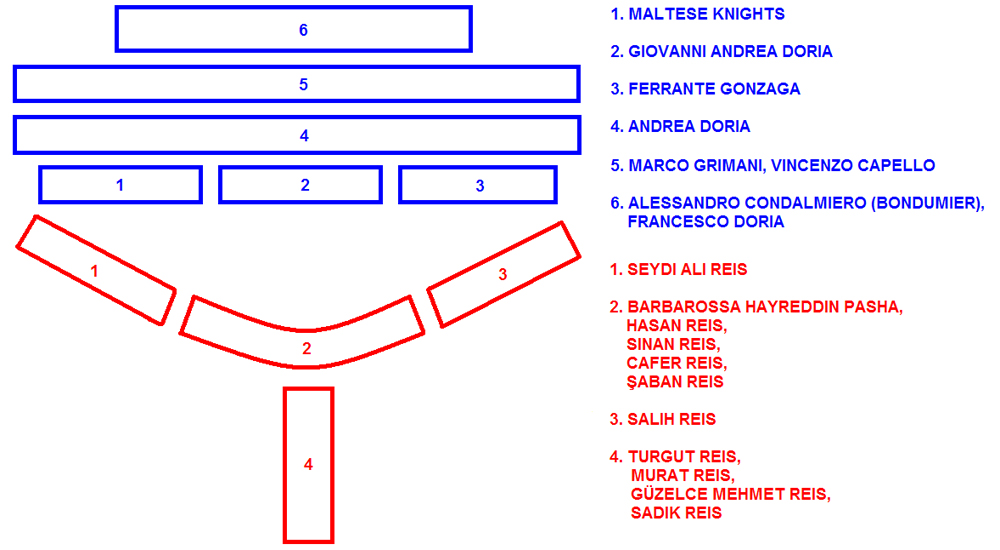
Configurations des flottes à la Bataille de Préveza en 1538.

Les forces de Barberousse étaient ancrées dans le golfe d'Arta quand les forces d'Andrea Doria les découvrent le matin du 26, s'ensuit un premier affrontement non décisif entre les galères. Le matin du 27, Barberousse constate que Doria a levé le blocus de la baie de Préveza pendant la nuit et fait voile en direction du cap Ducato dans l'île de Sessola. Le temps de les rejoindre et Barberousse engage l'arrière de la flotte, c'est-à-dire les plus petits bâtiments. Doria, voyant cela, décide de leur porter secours puis finalement, les abandonnant à leur sort, donne l'ordre de faire voile sur Corfou.

## Conséquences
En dépit des faibles pertes de la flotte d'Andrea Doria et de l'absence d'un engagement de taille entre les deux flottes, l'épisode constitue un succès pour Khayr ad-Din Barberousse. Le revers assure aux Ottomans la suprématie en Méditerranée jusqu'à la bataille de Lépante en 1571.

## Référencement

### Sources
- A. Galotta, s.v. « K̲h̲ayr al-Dīn (k̲h̲i̊ḍi̊r) Pas̲h̲a » dans Encyclopædia of Islam vol. IV, 1997.
- (it) « Prevesa in Enciclopedia Italiana », sur treccani.it (consulté le 31 mars 2017).